# Brickellia cavanillesii
Brickellia cavanillesii là một loài thực vật có hoa trong họ Cúc. Loài này được (Cass.) A.Gray mô tả khoa học đầu tiên năm 1852.